# جو سانتوس
جو سانتوس (انگلیسی: Joe Santos؛ زادهٔ ۹ ژوئن ۱۹۳۱) هنرپیشه آمریکایی است. از فیلم‌هایی که وی در آن نقش داشته است، می‌توان به آخرین پسر پیش‌آهنگ، شهر ترس، اوگی رز، مجاورت و کارآگاه راکفورد اشاره کرد.